# Niklaus Manuel

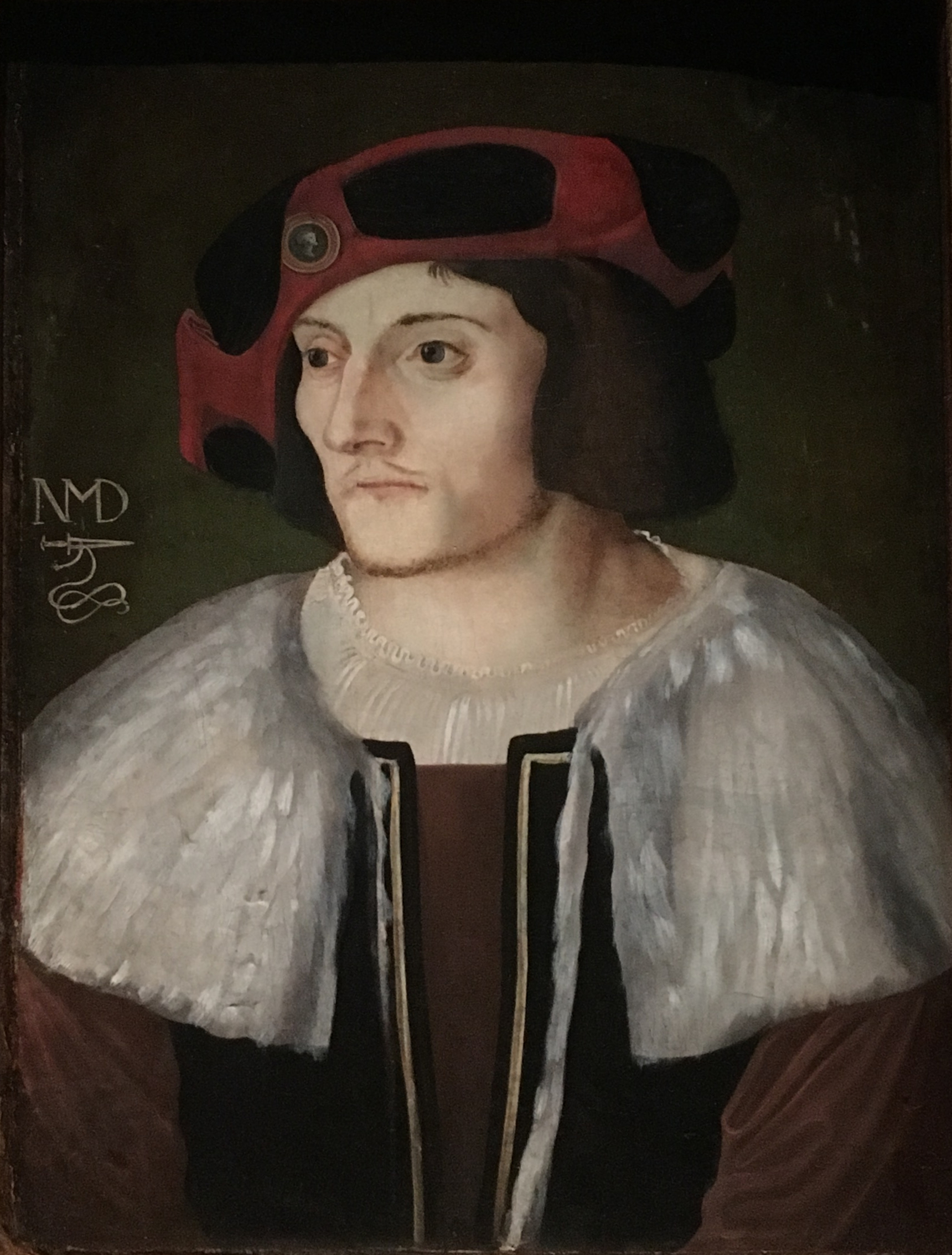
Niklaus Manuel, auto-retrato, 1530

Niklaus Manuel, chamado Deutsch, ou seja, alemão (nascido provavelmente em 1484 em Berna - Berna, 28 de abril ou 30 de abril de 1530), foi um dramaturgo, pintor, artista gráfico, reformador religioso e político suíço.

## Biografia
Só há dados seguros sobre Niklaus Manuel posteriores a 1509. Supõe-se que terá nascido em 1484 a partir de documentos posteriores, bastante convincentes. Crê-se que era filho do farmacêutico de Berna Emanuel de Alemanis (ou Allemanis) e de Margaretha Fricker (ou Frickar), filha natural de Thüring Fricker, um político da Suíça.
Nada se sabe da sua juventude e formação. Talvez tenha sido formado como pintor de vitrais. Em 1509 casou com Katharina Frisching, filha de Hans Frisching, membro do conselho de Berna. Na boda abandonou a sua alcunha Alemão que até então usara, e passou a chamar-se a si mesmo apenas Niklaus Manuel. A sua assinatura e selo levam as iniciais «N. M. D» nesta época. Teve seis filhos deste matrimonio com Katharina.
Desde 1510 Niklaus Manuel foi membro do grande conselho em Berna. Tomou parte activa da vida pública, sendo um dos elementos preponderantes para a passagem da cidade ao protestantismo. Escreveu dramas morais que são sátiras mordazes anti-papais. Em 1516 participou como secretário de Albrecht von Stein, o líder das tropas mercenárias ao serviço de França nas guerras da Lombardia. Entre 1516/17 começou a pintar a famosa «Dança da morte» no mosteiro dominicano de Berna, a que se seguiriam mais obras. A partir de 1518 desenvolveu missões políticas, sendo posteriormente um dos mais destacados reformadores da Suíça.
Cultivou a pintura, desenho e xilografia. A pintura é de estilo gótico tardio suíço, com alguns elementos já renascentistas. Posteriormente seguiu a Escola do Danúbio. Supõe-se que terá estudado em Veneza com Ticiano.
A sua obra mais famosa é A degolação de São João Baptista, actualmente exposta no Kunstmuseum de Basileia.

## Galeria

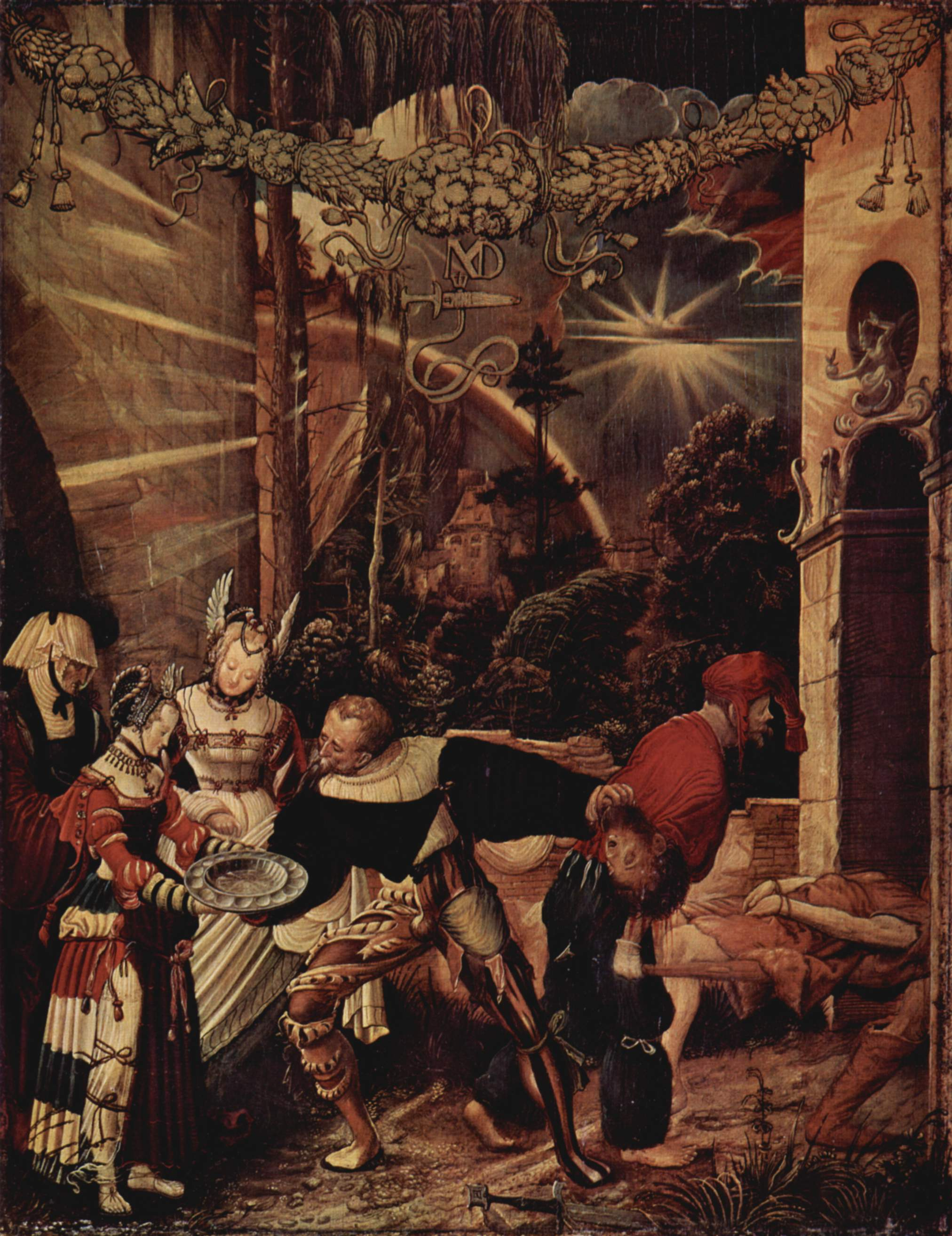
A degolação de São João Baptista, Basileia.
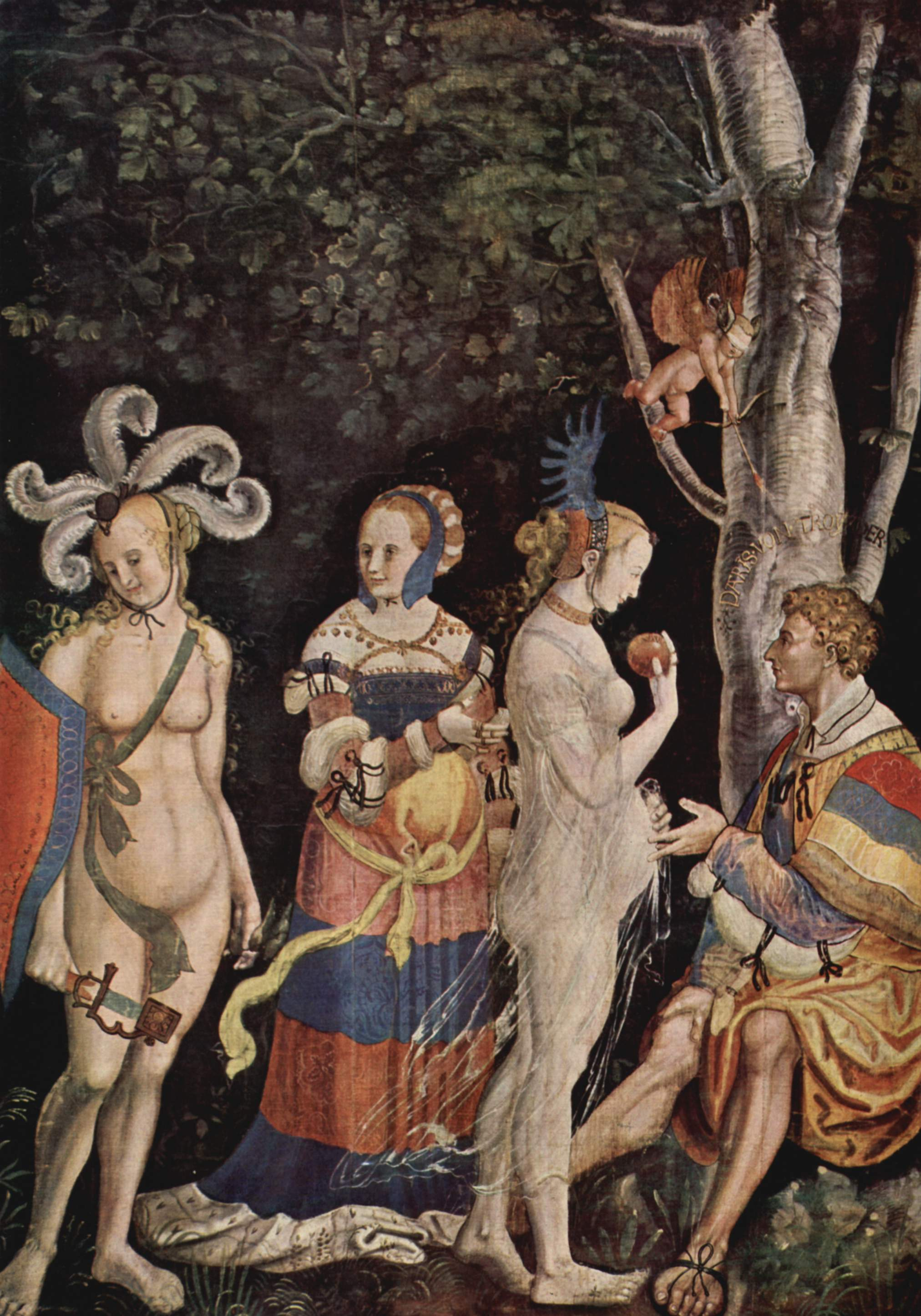
O juízo de Páris, Basileia
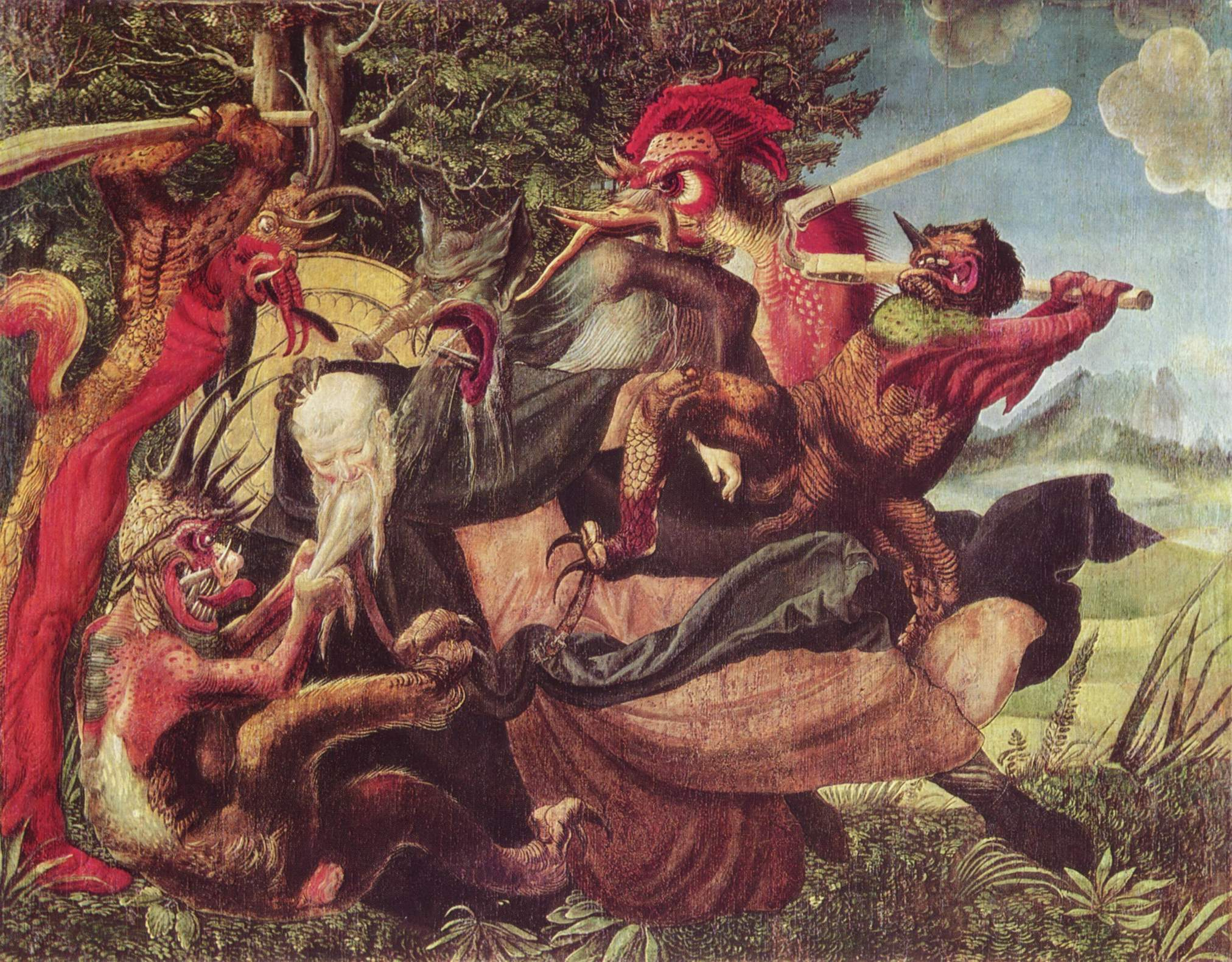
Demónios atormentando Marco António